# Henri Lafontaine

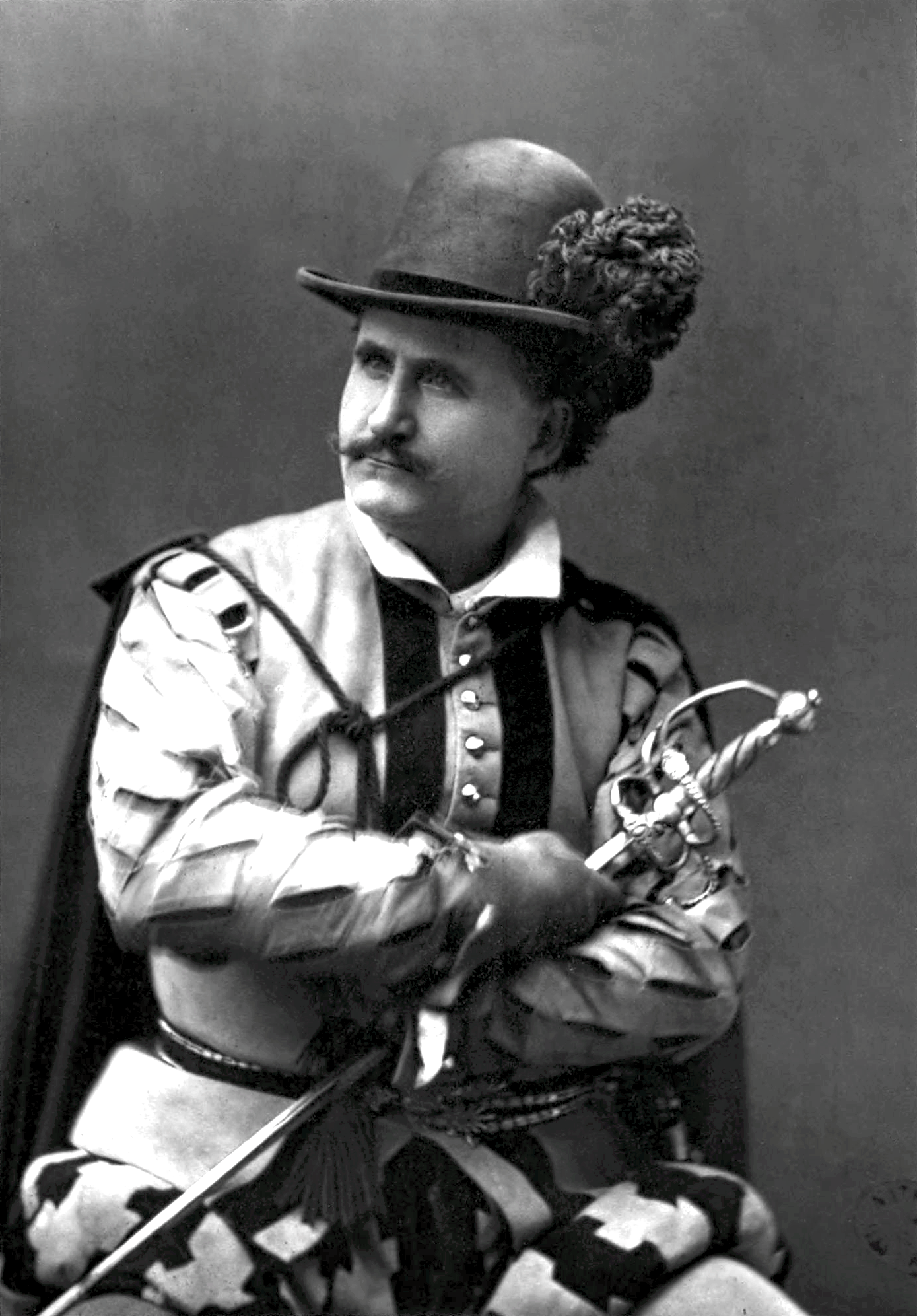
Henri Lafontaine.

Louis-Henri-Marie  Lafontaine (egentligen Thomas), född den 29 november 1826  i Bordeaux, död den 23 februari 1898 i Versailles, var en fransk skådespelare.
Lafontaine uppfostrades till präst, men rymde från seminariet, for en tid till sjöss, var sedan biträde i en sidenkramhandel och debuterade på teatern. Lafontaines egentliga konstnärsbana började på Batignollesteatern i Paris och fortsatte på Porte-Saint-Martin, varifrån han övergick till Gymnase, där han snart fick namn som god skådespelare, men likväl lämnade för att söka anställning vid Théâtre Français, vilket dock inte lyckades. År 1857 uppträdde han med framgång på Vaudeville och gjorde där, ett par år efter, stor lycka i La seconde jeunesse. Därpå återvände han till Gymnase och spelade med mycket bifall (1860) i Les pattes de mouches, Le gentilhomme pauvre, La perle noire, Les ganaches med flera. Sedan han gift sig med Victoria Valous, en av de främsta skådespelerskorna bland de yngre vid Gymnase, erhöll han jämte henne anställning vid Théâtre Français, där de genast mottogs som sociétaires och fick samma andel av vinsten som teaterns äldre konstnärer. Han spelade flera stora, nya roller, som Alvarez i Le supplice d'une femme, och betydande gamla, somTartuffe, Le misanthrope och så vidare, men redan 1871 tog makarna Lafontaine avsked från teatern.